# Marie-Christiane de Corswarem
Marie-Christiane barones de Corswarem (Sint-Lenaarts, 18 oktober 1933 – Mortsel, 16 oktober 2024) was de stichtster en eerste voorzitster van de Make-A-Wish Foundation Belgium. 
De Make-A-Wish Foundation is een organisatie zonder winstoogmerk die wensen van kinderen met een ernstige ziekte probeert te vervullen. Ze las in 1988 voor het eerst een artikel over de Make-A-Wish Foundation, die in de Verenigde Staten actief was. Dit greep haar zo aan dat ze besloot om een Belgische afdeling op te richten. Ze ging naar Amerika om de organisatie te leren kennen en in 1990 werd op haar initiatief te Turnhout de Belgische afdeling opgericht.
Een telg uit het adellijke geslacht De Corswarem droeg ze de titel jonkvrouw. Ze huwde in 1957 met de arts Jozef baron van Tichelen (1929-2020) uit Turnhout waarmee ze zes kinderen kreeg. Omwille van haar inzet voor deze organisatie kreeg jonkvrouw de Corswarem in 2008 de persoonlijke titel van barones, terwijl haar man daarbij vergunning kreeg de titel van baron voor zijn naam te plaatsen.
De Corswarem overleed op 16 oktober 2024 op 90-jarige leeftijd.